# Dokeos
Dokeos ist eine Lernplattform. Die Software wurde in PHP geschrieben, als Datenbank-Backend dient MySQL. Auch SCORM-Pakete können importiert werden. Über das Administrations-Frontend können Benutzer, Gruppen und Klassen mittels CSV- oder XML-Dateien angelegt werden.

## Geschichte
Dokeos ist eine Abspaltung von Claroline, die von einem der Hauptentwickler 2004 betrieben wurde. Seither gab es neben der Open-Source-Version noch zwei andere nicht freie Versionen. Das führte zur Verstimmung in der Entwickler- und Benutzergemeinschaft und Anfang 2010 spaltete sich Chamilo ab. Inzwischen (Stand Oktober 2020) ist weder über Dokeos' Internetpräsenz noch über SourceForge Quelltext öffentlich einsehbar.

## Standards
Dokeos kann auch mit LDAP verknüpft werden.
Seit dem Release 1.6 wird bei Dokeos auch versucht, den Standards des W3C (XHTML und CSS) gerecht zu werden.
JavaScript wird benötigt, und durch die Kompatibilität mit SCORM wird je nach Verwendungszweck auch auf Frames im Lernpfad-Modul zurückgegriffen.

## Entwicklung
Die Entwicklung von Dokeos wird international von Universitäten, Schulen, Organisationen und Einzelpersonen nach festgelegten Grundregeln ergänzt.
Da die Entwicklung zentral gesteuert wird, aber die Koordination von den Entwicklern gelöst ist, ist auch die Roadmap sehr treffsicher.
Die Agenda und alle Entwickler-Meetings sind dokumentiert und einsehbar.
Dokeos führt zur Dokumentation ein eigenes Wiki.

## Werkzeuge
- SCORM-kompatible Lernpfad-Erstellung
- Templates für Erstellung von Content
- Tests : multiple choice, Lückentext, Zuordnung, offene Fragen, Hotspots
- Foren
- Chats
- Videokonferenzen
- Import von Powerpoint und Impress zur Verwendung als Content
- Umfragen
- LDAP-Integration
- Notenbuch, in dem alle Ergebnisse zentral erfasst sind
- Reservierungen
- Benutzer-Sitzungen

## Eigenschaften
- mehr als 30 Sprachen (manche Übersetzungen sind noch unvollständig)
- Dokeos wird sehr stark im öffentlichen Sektor verwendet, unter anderem vom belgischen Gesundheitsministerium, belgischen Verteidigungsministerium, belgischen Innenministerium, spanischen Sozialämtern, dem französischen Gesundheitsamt sowie dem indonesischen Finanzministerium
- Die größte Installation ist an der Universität Gent verzeichnet und hat 28.696 aktive Benutzer und 3.604 aktive Kurse (bei der Ausstellung der Examen wurden laut Minerva 7.197 Benutzer simultan gezählt, 28. Februar 2006).
- Auch größere Unternehmen, wie z. B. Arcelor Mittal, Lutosa oder TNG setzen Dokeos ein.